# Petarangan (Kledung)
Petarangan is een bestuurslaag in het regentschap Temanggung van de provincie Midden-Java, Indonesië. Petarangan telt 3573 inwoners (volkstelling 2010).